# Чулошников (Оренбургская область)
Чулошников — хутор в Оренбургском районе Оренбургской области. Входит в состав Каменноозёрного сельсовета.

## География
Хутор находится на расстоянии 31 км к востоку от города Оренбург, административного центра района и области.

### Часовой пояс
Хутор Чулошников, как и вся Оренбургская область, находится в часовой зоне МСК+2. Смещение применяемого времени относительно UTC составляет +5:00.

## Население
| 2010 |
| ---- |
| 542  |

## Улицы
- ул. Заводская,
- ул. Новая,
- ул. Центральная.